# Développer ensemble pour construire l'avenir
Développer ensemble pour construire l'avenir (DECA) est un ancien parti politique de Nouvelle-Calédonie formé le 1er janvier 1996 sur la base de la liste du même nom qui avait été présentée en Province Nord aux élections provinciales du 9 juillet 1995. Il regroupe des dissidents « Broussards » du Rassemblement pour la Calédonie dans la République (parti historique des opposants à l'indépendance), emmenés par Robert Frouin, maire de Koumac (seule commune majoritairement anti-indépendantiste de la Province Nord). Son action est localisée sur la Nord et son développement économique, en retard par rapport à celui de la Province Sud, et accuse le RPCR et son chef, le député Jacques Lafleur, d'avant tout favoriser Nouméa au détriment de la « Brousse ». Très présent sur la scène politique provinciale entre 1995 et 1999, il a pendant cette période constitué le pendant au Nord du mouvement Une Nouvelle-Calédonie pour tous (UNCT), lui aussi créé par des dissidents du RPCR en 1995. En 1999, après de mauvais résultats aux élections provinciales de cette année, il se fond avec ce dernier et d'autres partis anti-Lafleur dans un nouveau mouvement, l'Alliance.

## Les élections provinciales de 1995
DECA est à l'origine une liste présentée dans le Nord pour les élections provinciales du 9 juillet 1995, par deux des anciens lieutenants de Jacques Lafleur dans cette province :
- Robert Frouin, maire de Koumac depuis 1989, il a été la tête de liste du RPCR dans la Région Nord aux élections régionales de 1985, puis le numéro deux de celles de la Région Ouest (emmenée alors par le sénateur Dick Ukeiwé) au scrutin de 1988, puis de la Province Nord (tirée par le député Maurice Nénou) aux élections provinciales de 1989. Il a ainsi été élu à l'Assemblée territoriale puis au Congrès sous les couleurs du parti de Jacques Lafleur de 1984 à 1995, soit pendant toute la période des Évènements (qui ont opposé violemment partisans et opposants de l'indépendance de 1984 à 1988) et durant la première mandature ayant suivi la signature des Accords de Matignon en 1988.
- Delin Wéma, Kanak anti-indépendantiste de Houaïlou, il a été ministre de l'Enseignement et de la Formation professionnelle, chargé des Relations avec les communes, dans le gouvernement local présidé par le sénateur Dick Ukeiwé de 1984 à 1985, il est élu (en sixième position sur la liste RPCR menée par le député Maurice Nénou) au Conseil de la Région Est et au Congrès du Territoire de 1988 à 1989.

Selon eux, le RPCR, majoritaire au Congrès du Territoire, concentrerait son action sur la seule province qu'ils contrôlent, le Sud, la plus peuplée et la plus riche, et ainsi ne jouerait pas assez le jeu du rééquilibrage prévu par les accords de Matignon, ne s'intéressant à la Province Nord qu'à l'approche de nouvelles élections. De plus, conscients que les indépendantistes du Front de libération nationale kanak et socialiste (FLNKS) sont largement majoritaires en Province Nord (plus des deux tiers de l'électorat), ils considèrent qu'aucun développement économique de la province ne peut se faire sans coopérer avec eux. La liste DECA appelle donc à rompre avec la stratégie d'opposition entre pro et anti-indépendantistes pour ce qui est de la gestion des institutions. 
DECA obtient un bon résultat le jour du scrutin, arrivant pratiquement à égalité avec la liste RPCR du député Maurice Nénou et divisant les voix anti-indépendantistes dans la province en deux. Il totalise en effet 2 479 vote (3,45 % de l'ensemble des suffrages du Territoire, et 5,72 % de tous les votes anti-indépendantistes de Nouvelle-Calédonie), soit 15,18 % des suffrages exprimés ainsi que deux sièges (pour Robert Frouin et Delin Wéma) sur 15 à l'Assemblée de la Province Nord et sur 54 au Congrès du Territoire. Le RPCR pour sa part réunit 15,9 % des suffrages provinciales, et également deux sièges. À l'Assemblée provinciale, DECA s'inscrit dans une majorité de gestion avec le FLNKS, et tout particulièrement avec les cinq élus du Parti de libération kanak (Palika) de la liste « Union nationale pour l'indépendance » (UNI) du maire de Poindimié Paul Néaoutyine. Au Congrès du Territoire, ses deux membres s'associent également aux conseillers du FLNKS (17) et de l'UNCT (7), de laquelle il est très proche, pour y mettre régulièrement en minorité le RPCR qui a perdu sa majorité absolue avec 22 sièges sur 54. Ainsi, si Pierre Frogier obtient la présidence de l'institution, il n'y a qu'un seul autre membre du Rassemblement au sein du bureau élu en 1995 (en l'occurrence le sénateur Simon Loueckhote), tandis que l'UC en obtient trois, le Palika, l'UNCT, le Rassemblement pour une Calédonie dans la France (RCF, mouvement anti-autonomiste de Claude Sarran, associé au Mouvement pour la France MPF de Philippe de Villiers) et DECA (en la personne de Robert Frouin) chacun un. DECA se constitue officiellement en parti politique à partir du 1er janvier 1996.

## Les élections législatives de 1997
Après la dissolution de l'Assemblée nationale par Jacques Chirac le 21 avril 1997 et l'organisation d'élections législatives anticipées pour le 25 mai et le 1er juin suivant, DECA décide de présenter un candidat, en l'occurrence Delin Wéma, face au sortant du RPCR Pierre Frogier dans la seconde circonscription (à savoir toute la Grande Terre, à l'exception de Nouméa, ainsi que les îles Belep). 
Dans un contexte de boycott du scrutin par les indépendantistes (même si dans la 2e circonscription le Palika et l'USTKE appellent à voter pour le candidat indépendant, mais pourtant loyaliste, Philippe Pentecost), Delin Wéma obtient un score très faible (575 voix et 2,49 % des suffrages exprimés, soit le moins bon résultat du premier tour). Une partie de l'électorat de DECA s'est en effet portée sur les candidatures concurrentes de Philippe Pentecost mais aussi de Thierry Valet, membre de l'UNCT. Pour le second tour, DECA, comme l'UNCT, appelle à voter pour Pentecost mais Frogier est assez largement réélu (par 60,99 % des voix contre 39,01 %). 

## L'opposition à l'Accord de Nouméa puis la fusion dans l'Alliance
DECA se divise face à l'attitude à adopter concernant l'accord de Nouméa signé le 5 mai 1998 pour mettre en place une nouvelle période transitoire de vingt ans avant la consultation d'autodétermination et au projet de loi organique qui en découle. Robert Frouin appelle les militants du parti, lors de son assemblée générale du 24 octobre 1998, à « un non suffisamment massif [au référendum local de ratification de l'accord, organisé le 8 novembre] pour que la copie de l'accord soit revue », car il estime que ce l'on propose aux Néo-calédoniens est une « duperie » et « une auberge espagnole ». En revanche, Delin Wéma se prononce pour et dit faire « confiance à l'intelligence et au discernement des Calédoniens de toutes origines pour se retrouver autour de ce qui est essentiel ». Quoi qu'il en soit, le choix de Robert Frouin affaiblit sa position auprès de l'opinion publique anti-indépendantiste du Nord, qui vote massivement pour le « oui » à l'Accord de Nouméa (à 86,79 % des suffrages exprimés, et un taux de participation de 73,4 %). 
À l'approche des élections provinciales du 9 mai 1999, Robert Frouin forme à nouveau une liste DECA, sans Delin Wéma cette fois. En deuxième position est placé Gustave Lethezer, ancien dirigeant du défunt Parti socialiste de Nouvelle-Calédonie (PNSC), dissidence du Parti socialiste calédonien dans les années 1980 qui avait monté des listes communes avec des militants indépendantistes modérés du LKS en 1988 et 1989. DECA ne renouvelle pas sa performance de 1995, une bonne partie de son électorat s'étant détourné de ce mouvement parce qu'ils soutiennent l'accord de Nouméa. La liste Frouin ne réunit ainsi que 1 141 voix, 6,6 % des suffrages exprimés et aucun élu, contre 3 080 votes soit 17,82 % et 4 sièges sur 21 (dont 3 sur les 15 qui vont également au Congrès de la Nouvelle-Calédonie) au Rassemblement. Après cet échec, Robert Frouin a des mots sévères pour le RPCR et Jacques Lafleur, déclarant : « Nous dénonçons une campagne de dénigrement à notre égard. Cette campagne a été remplie de mensonges et de calomnies. Nous, on a fait une campagne propre. Ça nous a servi de leçon. La prochaine fois, ça ne se passera pas comme ça. Moi, je me serais pendu pour Jacques Lafleur. Je me serais pendu pour le RPCR, mais ceux qui pensaient que j'allais revenir dans ce parti, ils ne connaissent pas l'homme que je suis. Jacques, on ne le voit jamais dans le Nord. Il envoie ses parlementaires, mais lui, il ne vient pas, et tout le monde lui fait confiance : merci. Les Broussards, il faut qu'ils se rappellent de ça. Je regrette de moins en moins d'avoir voté non au référendum. Quand Jacques Lafleur est revenu des accords de Matignon, j'avais dit à l'époque que je craignais la partition. On nous avait dit : on va s'occuper de la Brousse, on ne va pas vous laisser tomber et puis qu'est-ce qu'on a vu ? On comprend pourquoi le RPCR a refusé de venir expliquer l'Accord à Koumac. » Le 25 mai 1999, la liste DECA dépose un recours en annulation (rejeté) auprès du Conseil d'État, invoquant les mauvaises conditions météorologiques qui ont été de nature à perturber le bon déroulement du scrutin.   
Après ce mauvais résultat, le 11 novembre 1999, DECA fusionne avec l'UNCT, la Fédération pour une nouvelle société calédonienne (FNSC, centriste et autonomiste du maire de Bourail Jean-Pierre Aïfa) et Calédonie Demain (CD, de droite, à l'origine anti-autonomiste mais devenu ensuite plus modéré, ayant notamment milité pour le « oui » à l'accord de Nouméa) pour créer l'Alliance, nouvelle grande alternative au RPCR au sein des non-indépendantistes et présidée par Didier Leroux. Ce parti participera cinq ans plus tard à la création de l'Avenir ensemble qui remporte les élections provinciales du 9 mai 2004.